# ナンシー (タレント)
ナンシー（ナンシ、林南施、Nanshih Lin、1985年11月29日 - ）は、日本の女性タレント。台湾高雄市出身。言語は、北京語、台湾語、日本語。

## 略歴
高校卒業を機に、台湾高雄市から日本へと渡りファッションの専門学校に留学する。2011年にAmeba Blog、Twitter、YouTubeで発信を始め、日本でタレントになることを夢とする。2012年に初めて演じる仕事を手に入れ、2013年に音楽番組のレギュラーが決定、以後これまでに数々の番組やネット等で活躍する。

## 人物
趣味：喋ること、映画、歌、服作り。
好きな食べ物：タラバガニ、甘えび、海苔。
特技：モノマネ、人の悩みを解決する、徹底的に調べ物をする。
バラエティなどの自己紹介の際には「世界のナンシーだよ！」と物怖じもしない笑顔で発言し「劇団さまぁ～ず」の出演時には飛び入り的にその場にいたとんねるずの木梨憲武に「ノリ〜」と声をかけ、これから出演する木梨へ「自分らしく。」とアドバイスを送った。
人生初ライブはCHARA。番組などモノマネで彼女の歌を唄う事がある。

## 出演

### テレビバラエティ
- アジアバーサス（フジテレビ・2013年4月）レギュラーMC[6]
- 幸せボンビーガール（日本テレビ・2013年7月）ボンビーガール[7]
- 年収格差別！お金バラエティ ピラミッド（TBS・2014年3月）
- 使える！伝わる にほんご（NHK・2014年4月） レギュラー
- トイメン～ご相席よろしいですか？～（フジテレビ・2014年7月）
- 水曜日のダウンタウン（TBS・2015年7月）CHARAの歌モノマネ
- 好きか嫌いか言う時間（TBS・2017年1月 - 4月）
- アメージパング！（TBS・2017年5月・7月・9月・12月・2018年3月・5月・7月・2019年1月）
- 明日どこ！？, 明日どこ！？ＤＸ（TOKYO MX・2017年6月 - ）

### テレビドラマ
- 水曜ミステリー９トカゲの女２（テレビ東京・2015年8月）店員役

### ラジオ
- くにまるジャパン「デイトライン東京」（文化放送・2015年1月・7月）[8][9]
- 志の輔ラジオ 落語DEデート（文化放送・2018年3月）

### 映画
- 海月姫（アスミック・エース・2014年12月）

### CM
- 東芝エレベータ「東芝エレベータ 東京スカイツリー1周年CM[10]」（2013年5月）

### ウェブ
- 極東電視台 -Far Eastern TV- （2016年5月 - ）[11]
- one spo（one spo WEB STORE・2014年7月）モデル
- 劇団さまぁ〜ず（GYAO!・2019年3月）[12]
- 木梨の貝。<GYAO!>（GYAO!・2019年3月）#21[13],#22[14]